# 王育徳
王育徳（おう いくとく、台湾語: Ông Io̍k-tek、1924年1月30日 – 1985年9月9日）は、台湾出身の言語学者。日本で台湾語や中国語諸言語の研究をおこなうかたわら、国民党独裁政権下で台湾独立運動をおこなった。明治大学講師、のちに同大学商学部教授。1969年から死去まで東京外国語大学の台湾語講座も担当した。

## 生涯

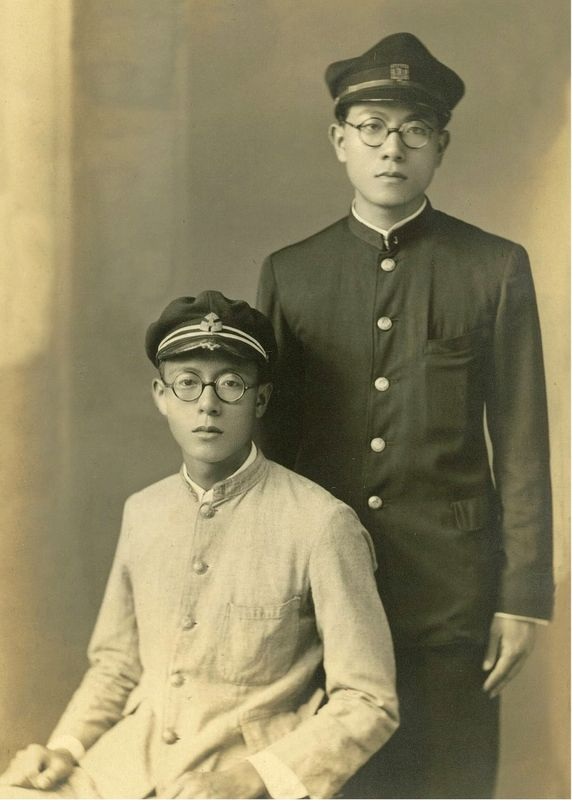
王育徳（左）と兄の王育霖（右）

王育徳は1924年（大正13年）、日本統治下の台湾台南市で生まれた。台北高校を卒業後、1943年10月に東京帝国大学文学部支那哲文科に入学したが、太平洋戦争激化のために翌年台湾に戻り、そこで終戦をむかえた。
第二次世界大戦後は台湾の台南第一中学で教壇に立つかたわら、台湾語による演劇活動を行っていた。
戦前からの台湾人を弾圧した二・二八事件で兄の王育霖が殺されたことで、演劇で国民党批判を行っていた自身も危険であると考えた王育徳は1949年に香港へ脱出した。その後、台湾独立運動家の廖文毅のもとに匿われていた。およそ3週間後、同郷で当時香港に住んでいた邱永漢の手引きで香港から船に乗船し、1949年（昭和24年）7月、下関港から日本に密入国した。東京へ向かう途中、神戸の姉の家を訪ね、「蔡仁徳」名義の変造または偽造された外国人登録証明書を手に入れた。1950年4月、本名の王育徳の名前で東京大学文学部中国文学科に復学（1年次再入学）した。
王は、妻子を台湾から呼び寄せるため、正式な在留資格を取得することを決意した。在留許可を得るために警視庁に出頭したところ、外国人登録令（昭和24年政令381号による改正前の13条あるいは改正後の16条）に基づき国外退去を命ぜられた（退去強制）。王は、退去強制に対する不服申立の訴訟を提起した。訴訟は1審、2審ともに敗訴した。1953年（昭和28年）10月、控訴審敗訴の後、王は、香港から日本に戻っていた邱永漢と再会した。邱永漢は、王をモデルにした小説『密入国者の手記』を執筆し、上訴審係属中に雑誌『大衆文芸』の公募に投稿し、同誌昭和29年1月号（14巻1号）に掲載された。この小説は、上訴審で原告側の証拠として提出された。そのため、1954年に法務大臣は出入国管理令50条に基づき在留を特別に許可し（在留特別許可）、王は、日本での在留資格を得た。1960年に東京大学博士課程を修了後、1967年に明治大学商学部専任講師の職につき、のちに助教授、1974年（昭和49年）に商学部教授となった。1969年に論文「閩音系研究」によって東京大学の博士の学位を得た。研究・教務のかたわら、黄永純、傅金泉、黄昭堂、蔡炎坤、蔡季霖、廖春栄らと1960年に台湾青年社を結成し、雑誌『台湾青年』を創刊した。1973年2月には政治色のない在日台湾同郷会の副会長になった。また、1969年（昭和44年）から亡くなるまで、中国語学者の長谷川寛の依頼により東京外国語大学で台湾語講座の非常勤講師を長く務めた。毎年4月の開講日には、「この授業はおそらく世界で唯一の正規の台湾語の講座であろう。諸君はその誇りをもってもらいたい。わたしは台湾語を教えるのが大変に楽しい」と語っていたという。
1985年（昭和60年）9月9日に心筋梗塞のため61歳で急死した。雑誌『台湾青年』1985年10月号（第300号）は「王育徳博士追悼号」として発行された。没後、その蔵書約3,000点は東京外国語大学のアジア・アフリカ言語文化研究所に寄贈され、「王育徳文庫」となった。
妻は王雪梅、次女の王明理（近藤明理）は台湾独立建国聯盟日本本部委員長（2011–2021年）、日本李登輝友の会理事などを務める。

### 王育徳記念館
2018年9月9日の命日に、出身地である台湾南部の台南市に王育徳記念館が完成し、開館式がおこなわれた。開館式に出席した93歳の妻は「この日を迎えられて夢のようです」と感慨を示した。

## 家族
- 父: 王汝禎（雑貨店経営者）
  - 兄: 王育霖（日本・中華民国の検察官）
- 妻: 王雪梅
- 次女: 王明理
- 孫: 近藤綾

## 著作
王育徳の生前は著書を台湾で出版することができなかったが、のちに著作を中国語に翻訳した『王育徳全集』（前衛出版社1999–2002年、全15冊）が出版された。

### 言語学関係
- 『台湾語常用語彙』永和語学社、1957年。NDLJP:2484594
自宅を売り払って自費出版した。台湾語の語彙約5000語を集めた本。序文は倉石武四郎。

- 「中国五大方言の分裂年代の言語年代学的試探」『言語研究』第38巻、日本言語学会、1960年、33-105頁、doi:10.11435/gengo1939.1960.38_33、ISSN 2185-6710。
中国五大方言間の距離を言語年代学の手法を使って比較した。

- 「中国の方言」『〈中国文化叢書 1〉言語』大修館書店、1967年、407-446頁。
「中国五大方言の分裂年代の言語年代学的試探」を一般読書人向けにまとめたもの。

- 『台湾語入門』日中出版、1982年。
台湾語の教科書。もと1972年に風林書房から自費出版したもの。

- 『台湾語初級』日中出版、1983年。

- 『台湾語音の歴史的研究』第一書房、1987年。ISBN 978-4-8042-0445-1。
東京大学に提出された博士学位請求論文「閩音系研究」（1968年）および『明治大学教養論集』184号（30周年記念号）の抜刷り「台湾語の記述的研究はどこまで進んだか」（1985年）を併せた影印本。王育徳没後の刊。

- 『王育徳の台湾語講座』東方書店、2012年。ISBN 9784497212177。
1960年から1964年まで『台湾青年』誌上に連載していた「台湾語講座」をまとめたもの。王育徳没後の刊。

### 政治関係
- 『台湾 : 苦悶するその歴史』弘文堂 新書判、1964年。単行増訂版、1970年
17世紀以来執筆当時までの台湾の歴史を台湾独立の立場から記しており、とくに戦後の国民党統治下の台湾について詳しく記す。1979年に東京で中国語訳が出された。
- 『台湾海峡』日中出版、1983年。
戦後台湾の文学者と政治の関係を扱った著作。
- 『昭和を生きた台湾青年 : 日本に亡命した台湾独立運動者の回想 1924–1949』草思社、2011年。
遺稿をもとに、次女で台湾独立建国聯盟日本本部委員長の近藤明理（王明理）によってまとめられた自伝。
  - 新版『「昭和」を生きた台湾青年 : 日本に亡命した台湾独立運動者の回想 1924–1949』草思社文庫、2021年。ISBN 978-4-7942-2532-0。